# Sant Pèire de Bagarri
Sant Pèire de Bagarri (en francès Le Bourguet) és un municipi francès situat al departament del Var i a la regió de Provença – Alps – Costa Blava.

## Demografia
| 1962                                       | 1968 | 1975 | 1982 | 1990 | 1999 | 2006 |
| ------------------------------------------ | ---- | ---- | ---- | ---- | ---- | ---- |
| 25                                         | 31   | 20   | 23   | 20   | 22   | 23   |
| Des de 1962: població sense dobles comptes |      |      |      |      |      |      |

## Administració
| Període   | Identitat      | Partit |
| --------- | -------------- | ------ |
| 2001-2008 | Pierre Longo   |        |
| 2008-     | Daniel Rouvier |        |